# Grigorij Mkrtičan
Grigorij Mkrtičevič Mkrtičan (rusko Григорий Мкртычевич Мкртычан), ruski hokejist, * 3. januar 1925, Moskva, Rusija, † 14. februar, 2003, Rusija.
Mkrtičan je v sovjetski ligi igral za kluba CSKA Moskva in VVS MVO Moskva, skupno je branil na 170-ih prvenstvenih tekmah in osvojil devet državnih in štiri pokalne naslove. Za sovjetsko reprezentanco je nastopil na enih olimpijskih igrah, na katerih je osvojil zlato medaljo, in dveh Svetovih prvenstvih (brez olimpijskih iger), na katerih je osvojil po eno zlato in srebrno medaljo. Za reprezentanco je branil na 22-ih tekmah. Umrl je leta 2003 v starosti oseminsedemdesetih let.